# Kuottuunsaari
Kuottuunsaari eller Suusaari är en ö i Finland. Den ligger i sjön Pielisjärvi och i kommunen Lieksa i den ekonomiska regionen  Pielinen-Karelen  och landskapet Norra Karelen, i den sydöstra delen av landet, 400 km nordost om huvudstaden Helsingfors. Öns area är 1,1 hektar och dess största längd är 150 meter i öst-västlig riktning.